# Aviceda cuculoides
El baza africano (Aviceda cuculoides) es una especie de ave de presa de la familia Accipitridae que habita en la África subsahariana y el sureste africano. Le gustan los bosques frondosos e indígenas y los árboles exóticos.

## Características
Es un ave solitaria y merodeadora que suele cazar del suelo y en vegetación baja. Su dieta consiste en insectos, con preferencia sobre los saltamontes, pero también se alimenta de pequeñas serpientes y lagartos, al igual que de otras aves y roedores.
La anidación tiene lugar desde septiembre hasta febrero, y consiste en hacer una plataforma, construida por los dos padres sobre el follaje de árboles altos de entre 10 y 25 m, siendo los eucaliptos sus favoritos. La incubación la realizan o ambos sexos también o solo la hembra durante los últimos 32-33 días de incubación. Los polluelos son cuidados el primer mes de vida y son alimentados por ambos padres.

## Subespecies
Contiene cuatro subespecies:
- Aviceda cuculoides cuculoides: De Senegal a suroeste de Etiopía y noreste de la República Democrática del Congo
- Aviceda cuculoides batesi: De Sierra Leona a Uganda y Angola
- Aviceda cuculoides verreauxii: De Kenia a Namibia y Sur de África
- Aviceda cuculoides emini